# Tongass Narrows

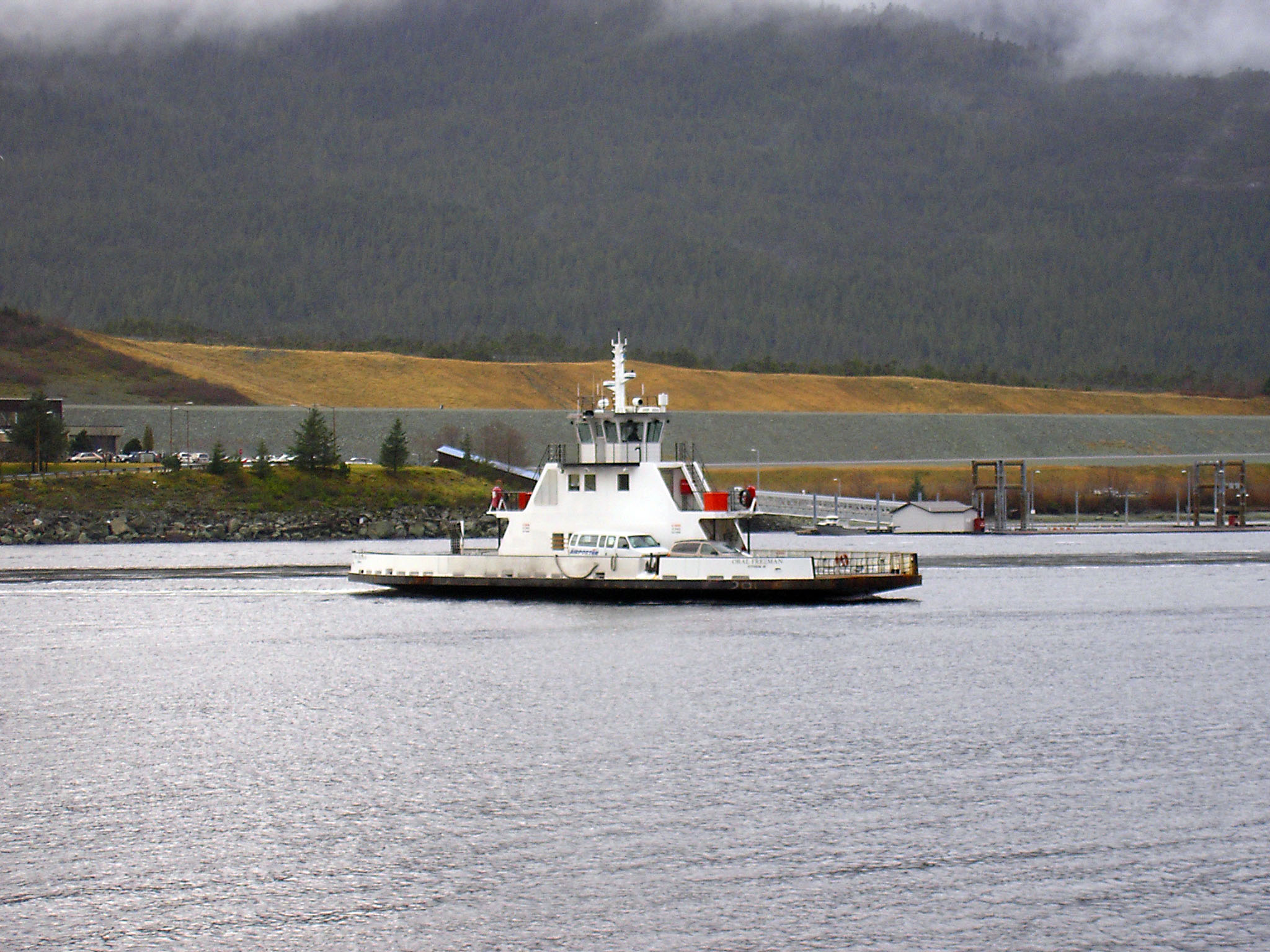
De Ketchikan en Gravina Island Ferry langs de Tongass Narrows in november 2005

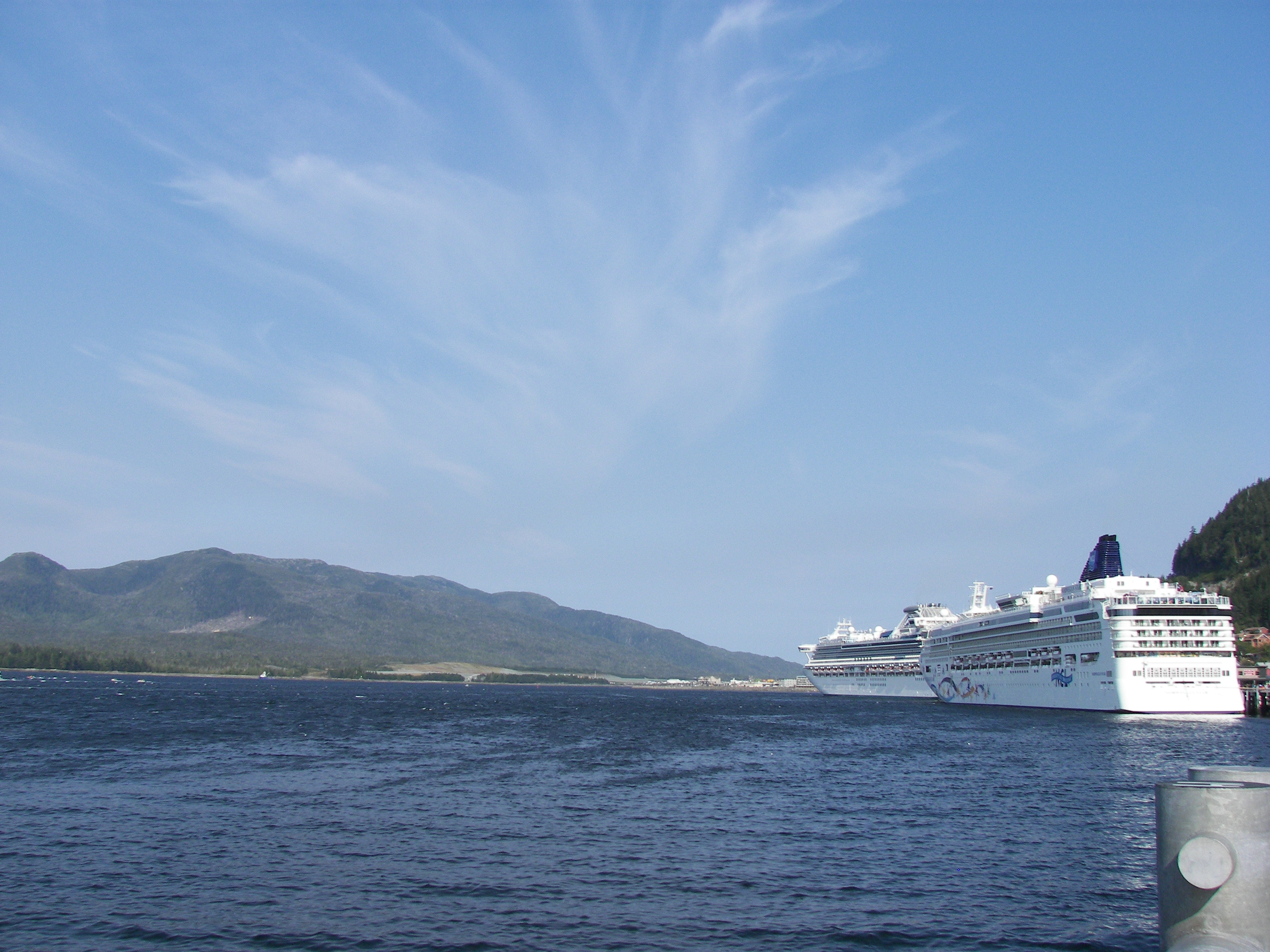
Norwegian Star buiten Ketchikan op de Tongass Narrows in augustus 2009

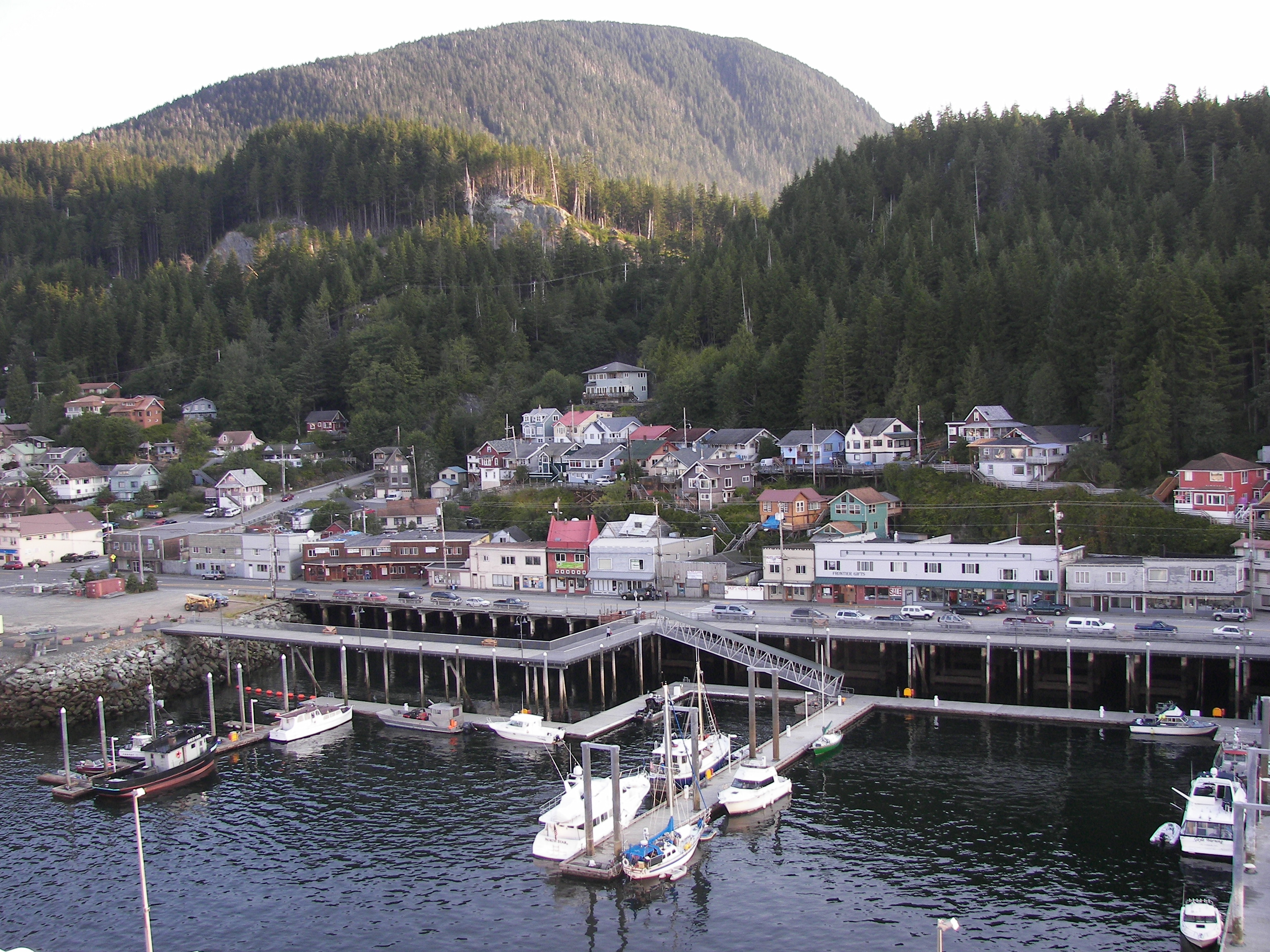
Ketchikan gezien vanaf het water

De Tongass Narrows zijn een natuurlijk kanaal in de Alexanderarchipel in de Alaska Panhandle in het zuidoosten van Alaska in de Verenigde Staten. De zeestraat is onderdeel van de Inside Passage.

## Geografie
Het waterlichaam strekt zich uit van Clarence Strait in het noordwesten tot aan het Revillagigedo Channel in het zuidoosten. Ten noordoosten ligt het Revillagigedo Island, ten zuidwesten liggen Gravina Island en Annette Island. Aan de noordkust van het kanaal liggen de plaatsen Ketchikan en Saxman, aan de zuidkust Ketchikan International Airport. Ter hoogte van Ketchikan splitst het Pennock Island de Tongass Narrows in twee takken. Vanuit het zuiden mondt tussen Gravina Island en Annette Island de Nichols Passage op het kanaal uit.
De oostkant van de nauwe doorgang omvat de steden Saxman en Ketchikan. Ketchikan International Airport ligt op Gravina Island. De noordkust van Tongass Narrows is steil en zwaar bebost. De zuidkust is laag, vlak en bebost, met af en toe open terrein, waar het land oploopt tot de California Ridge.
De waterweg maakt deel uit van de Alaska Marine Highway en wordt als zodanig gebruikt door charter-, commerciële vissers- en recreatievaartuigen, evenals commerciële vrachtschepen en tanks, kajaks en passagiersveerboten. Er is ook uitgebreid watervliegtuigverkeer op de Narrows, aangezien Ketchikan het regionale centrum is voor luchttransport naar geïsoleerde gemeenschappen.
Een voorstel om de Gravina Island Bridge over de Tongass Narrows te bouwen, werd opgeschort vanwege een nationale controverse over de "brug naar nergens".
Het waterlichaam ligt in de mariene ecoregio Noord-Amerikaans Pacifisch Fjordland.

## Geologie
De geologische formatie van "groene steenschist uit het paleozoïcum" is te zien in de nauwe doorgangen nabij Ketchikan aan de oostkant en ook op Gravina Island.